# Nana Yamaguchi
Nana Yamaguchi (山口 奈々 Yamaguchi Nana) es una seiyū japonesa nacida el 10 de agosto de 1938 en Tokio. Ha participado en series de anime como Kinnikuman y Tiger Mask, entre otras. Está afiliada a Aoni Production.

## Roles interpretados

### Series de anime
- Armored Trooper Votoms como Sophie Fadas
- Atashi'n chi como la Sra. Misumi
- Babel II (1973) como Rodem
- Capitán Harlock como Hiroko Daiba, Shizuka Namino/Durian y Tesius
- Cazafantasmas Mikami como la madre de Meiko Rokudo
- City Hunter como Mayumi
- City Hunter 2 como Yayoi Asou
- El teatro de Rumiko como Makiko Tadokoro
- El Vengador como Shiba Kikue y Shogun (General) Furoora
- GeGeGe no Kitarō (1968) como Kyoko Hanazawa y Neko Musume
- Kaleido Star como Merille
- Kinnikuman como Busuko, Edith Harrison; Kazubo, Kimiko Nakano, Mayumi Kinniku (joven), la Reina Sayuri Kinniku y Seiko Yamaguchi
- La pequeña Memole como Penélope
- Los cielos azules de Romeo como Izabel Montobani
- Majokko Megu-chan como Mami
- Maple Town Monogatari como Chirine
- Marmalade Boy como la Vicedirectora
- Mazinger Z como Misato
- Planetes como la esposa de Heartland
- Sally, la bruja (1966) como la madre de Sally y Sumire (reemplazando a Mariko Mukai)[2]
- Shin Bikkuriman como Nadia, la Diosa Sagrada
- Tiger Mask (I y II) como Ruriko Wakatsuki
- Voltron como Moya Kirigas

### OVAs
- Armored Trooper Votoms: Phantom Arc como Sophie Fadas
- Kinnikuman: Kessen! Shichinin no Seigi Chōjin vs. Uchū Nobushi como la Reina Sayuri Kinniku
- Mobile Suit Gundam: The 08th MS Team como Maria

### Películas
- Andersen Dowa: Ningyo Hime como la madre del Príncipe
- Doraemon 24: Doraemon y los dioses del viento como la madre de Temjin
- Doraemon 25: Doraemon y la leyenda del espacio tiempo como Tama
- Dr. Slump 2: Una aventura espacial como la madre de Mashirito
- Kinnikuman: Daiabare! Segi Chōjin como la Reina Sayuri Kinniku
- Kinnikuman: Gyakushū! Uchū Kakure Chōjin como la Reina Sayuri Kinniku
- Kinnikuman: Haresugata! Seigi Chōjin como la Reina Sayuri Kinniku
- Kinnikuman: New York Kikiippatsu! como la Reina Sayuri Kinniku
- Kinnikuman: Seigi Chōjin vs Kodai Chōjin como la Reina Sayuri Kinniku
- Kinnikuman: Seigi Chōjin vs Senshi Chōjin como la Reina Sayuri Kinniku
- Kinnikuman: Ubawareta Championship Belt como la Reina Sayuri Kinniku

### Series de acción real
- Sukeban Deka (1985) como la Narradora